# Sonic (personatge de Sega)
Sonic the Hedgehog és el personatge de protagonista d'una saga de videojocs i la mascota de l'empresa SEGA. Com a personatge principal de la saga homònima, també està present en còmics, dibuixos animats i llibres. El primer videojoc d'aquesta franquícia va ser creat el 1991, per competir amb els videojocs de la mascota de Nintendo: Mario reemplaçant a Alex Kidd. Sonic és un eriçó blau de 16 anys, 1 metre i 35 quilograms, l'habilitat de córrer a la velocitat del so, una característica que es mostra en la majoria dels seus jocs, sent, a més, el seu senyal d'identitat.

## Sobre el personatge

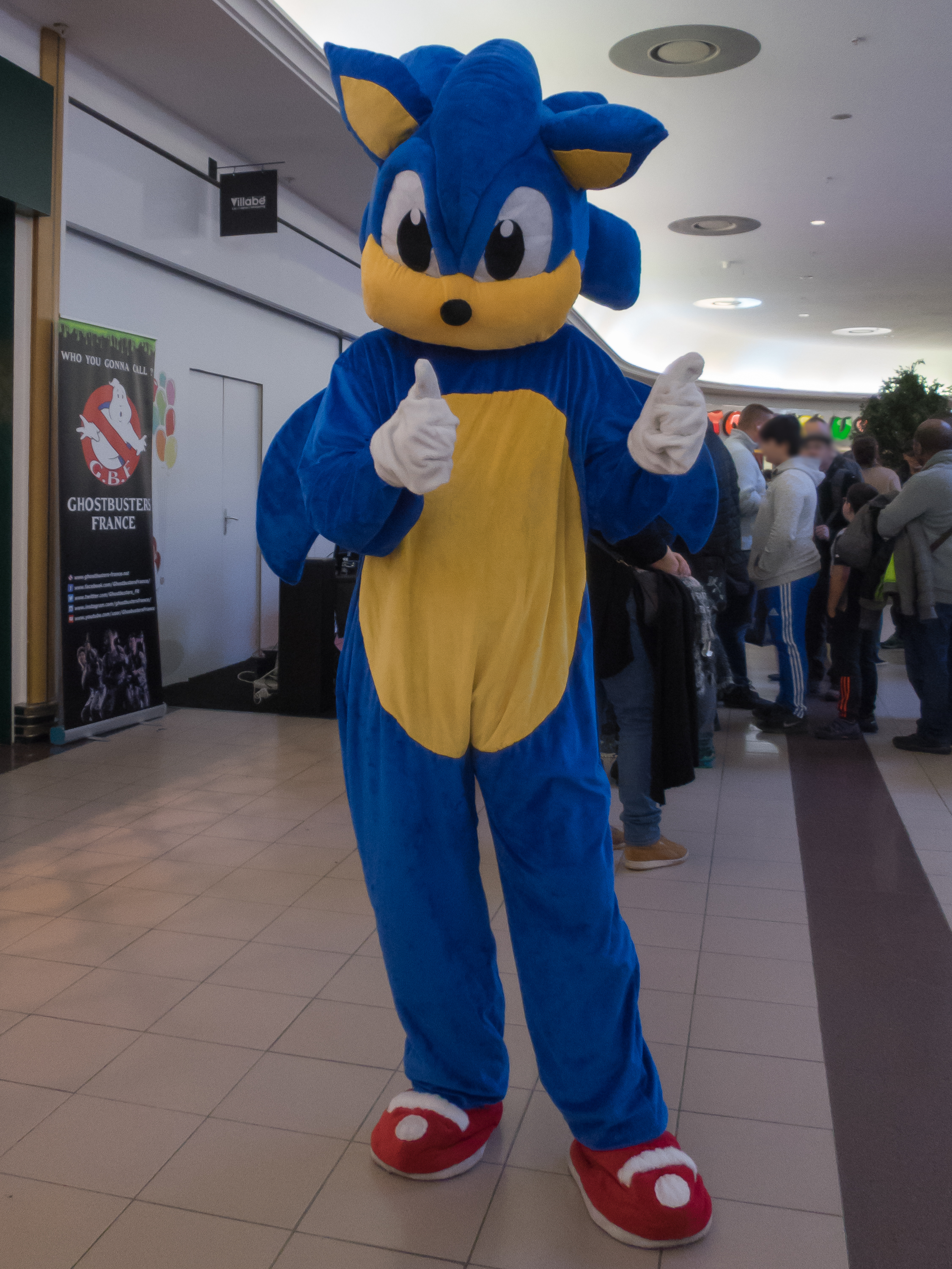
Sonic.

L'any 1990, al mes d'abril, SEGA necessitava un joc que, a més de desplaçar a la seva antiga mascota, Alex Kidd, vengués almenys 1 milió de còpies.
El grup intern de desenvolupament de SEGA AM8 va realitzar la majoria dels esbossos del personatge, entre els quals va estar un armadillo (el qual seria usat, posteriorment, per al personatge Mighty the Armadillo), un equidna (després apareixeria Knuckles), un senyor obès (que després seria la base del rival de Sonic, el Dr Eggman) i un conill. L'opció que es va triar definitivament va ser un eriçó, dissenyat per Naoto Ohshima, que seria anomenatSonic.
AM8 va començar el desenvolupament del joc i va passar a cridar des de llavors fins a l'actualitat com Sonic Team (De fet, excepte AM2, tots els grups AM # de Sega han acabat modificant els seus noms).
El disseny ha variat lleugerament amb el pas del temps, encara que a trets generals sempre ha estat el mateix.
Els canvis de disseny més destacats que ha sofert el personatge es van produir primer, més lleument, amb el llançament de "Sonic The Hedgehog 2" canviant l'estructura del cap i les pues que més tard seria rectificat i tornarien al model antic, i segon, més destacat, amb el llançament de "Sonic Adventure" en 1998 amb l'objectiu d'aconseguir una nova imatge corporativa de SEGA més moderna, optant per traçats més dinàmics i flexibles, dissenys més estilitzats, i atorgant-li Sant Martí verda als ulls (que fins llavors, des de la seva creació, eren negres completament). Aquest canvi estètic també es va produir en Tails, Amy, Knuckles, Dr.Eggman, Mecha Sonic, i pràcticament tots els nous personatges van seguir aquesta mateixa línia.
El to blau de la seva pell mai han estat explicat. La versió més habitual és que SEGA va voler donar-li el mateix color blau que les lletres del logotip de l'empresa.

### Personalitat
Sonic és un personatge heroic, aventurer i independent. Odia qualsevol injustícia. Sonic no és modest quant a la seva opinió sobre les seves habilitats, presumeix molt sobre la seva supervelocitat, però no dubta a usar aquestes habilitats per salvar a les persones indefenses. Generalment és un individu segur de les seves habilitats i calculador, és molt intel·ligent (encara que ho dissimula) i no l'avergonyeix demostrar amb una xerrameca sarcàstica i irònica. No obstant això també demostra astúcia i prudència, fent l'efecte que després de tanta conversa amaga virtuts de les que no presumeix. Es diverteix amb la ironia i el sarcasme que usa per riure dels seus enemics. El seu menjar preferit en els còmics i xous americans són els Chilli Dogs, encara que aquest gust es repeteix en "Sonic and the Black Knigh", on al principi del joc es pot veure com Sonic els menja, i en " Sonic Unleashed ", on Sonic podrà comprar i obtenir gossets calents a les ciutats, bé comprant-los o completant desafiaments, en ambdós casos, se'ls pot menjar i li donen una bonificació de 70 punts d'experiència. Pel que fa als seus gustos musicals, els manuals de "Sonic Advance 3" i "Sonic Jam" ens indiquen la seva simpatia cap al Rock, encara que algunes pàgines indiquen que en realitat el seu hobby és la música DJ. En general, els temes vocals de Sonic solen ser temes d'estil rock (com el més conegut,It Doesn't Matter, de "Sonic Adventure "), la qual cosa pot ser una prova clara de la seva preferència al rock. A tall de curiositat, aquest fet es repeteix en altres personatges, com per exemple en Knuckles, Shadow i Silver els estils associats són hip-hop/rap, techno / rock i simfònic / rock respectivament, de manera que també podem deduir els seus estils musicals preferits i que els tres eriçons tenen com gust el rock.
A partir de Sonic Adventure, que va ser el joc en el qual es va establir el disseny modern, Sonic no és un heroi seriós, sinó un heroi amb marxa, amb "ona".

#### Llista de cançons tema de Sonic
Aquesta llista mostra algunes de les cançons tema de Sonic en diferents videojocs. Cal destacar que el més comú és la música Rock, indicant-me la preferència de Sonic cap al Rock.
- Sonic Boom (Sonic CD)
- It Doesn't Matter (Sonic Adventure)
- His World (Sonic the Hedgehog (2006))
- Seven Rings in Hand (Sonic and the Secret Rings)
- Endless Possibilities (Sonic Unleashed)
- Knight of the Wind (Sonic and the Black Knight)
- Reach for the Stars (Sonic Colors)

### Residència, orígens i possibles continuïtats
En un principi, perquè Sonic fos millor rebut tant per audiències Occidentals com Orientals, les diferents sucursals de Sega van oferir variacions en el rerefons de la història dels jocs, derivant en diferents productes de variat contingut. Aquestes versions no presentaven massa conflictes amb el mostrat en els jocs, encara que seria Sonic Adventure (1998) i els jocs que van seguir, els que li donarien una història més concreta, desmentint i prenent elements d'ambdues versions.
En l'època clàssica dels Sonic (entre 1991 i 1998), mai s'especifica clarament si el món de Sonic és el planeta Terra, no hi ha cap indici exacte que ho confirmi, i l'únic humà al que es coneix és al Dr Eggman. Això canviarà el 1998, amb l'arribada de la Dreamcast i "Sonic Adventure", on finalment, es mostra a Sonic i als altres personatges convivint amb els humans de la fictícia ciutat Station Square. Ja el 2001, en "Sonic Adventure 2", els mateixos personatges es refereixen al planeta concretament com Terra. A més de la continuïtat dels videojocs, hi ha diverses continuïtats alternatives, presents en els còmics i sèries de televisió.
Sega of America va presentar variacions, la més prominent sent possiblement el que es digués al planeta on habiten els personatges com "Mobius". Una altra variació important s'aprecia en els "Amics Animals", les criatures que Sonic allibera en destruir els robots en els jocs: Fora dels jocs apareixia un de cada espècie amb nom propi, a manera de personatge, els noms variar entre ambdues versions amb l'excepció de Flicky, l'ocell blau, en ser el més prominent per aparèixer en el seu propi joc el 1984, també, en el rerefons de la versió americana, es deixava en clar que Sonic es crià amb ells van, i que cada animal li va ensenyar alguna cosa important a Sonic (Flicky li ensenyaria a gaudir de la vida, el conill Pocky / Johnny Lightfoot li ensenyaria a córrer ràpid, la morsa Rocky / Joe Sushi a absorbir bombolles quan està sota l'aigua, l'esquirol Ricky / Sally Acorn a saltar alt, etc.). Biografia de Sonic segons Sega of America
En aquestes modificacions es basarien vagament diferents productes posteriors, com ho són entre altres les sèries animadesAdventures of Sonic the Hegdehog("Aventures de Sonic l'Eriçó", comunament abreujadaAoStH),Sonic The Hegdehog (Comunmente abreujat "Sonic SatAm", per transmetre els dissabtes al matí), ambdues de 1993;Sonic Underground(que prenia elements de Sonic the Hegdehog, però d'altra banda sent molt diferent) de 1997, i les historietes anglesesSonic the Comici les americanesSonic the Hegdehog(Aquesta última prenent la sèrie animadaSonic the Hegdehogcom a model, però expandint al mateix temps que adaptant elements dels jocs, com per exemple, en deixar en clar que el planeta "Mobius" és la terra en el futur), ambdues començades el 1993.
Durant l'època clàssica de Sonic (entre 1991 i 1998), aquesta continuïtat va establir un seriós conflicte amb la de Sega of Japan, pel fet que, en algunes ocasions, els manuals d'instruccions dels jocs del Sonic Team van ser modificats en occident amb el propòsit d'adaptar a la continuïtat americana. Algunes d'aquestes modificacions fetes als manuals d'instruccions van ser referir-se al món de Sonic com Mobius, cridar al Dr Eggman com Dr Ivo Robotnik (aquest el nom que se li va donar en la continuïtat americana), o canviar el nom d'Amy pel de Princess Sally (Personatge tant de la sèrie animada Sonic the Hegdehog, com dels còmics del mateix nom publicats per la companyia Archie, basada en l'esquirol que era un dels amics animals; aquest canvi en particular va ocórrer en les primeres edició de Sonic CD, a manera de publicitat, però després corregit).
Una possible tercera continuïtat és la presentada en "Sonic the Hedgehog: the Movie", l'OVA d'anime de 1996, que presenta el món de Sonic com Planet Freedom, una planeta dividit en dues parts: "The land of Sky", una zona d'enormes illes flotants sobre els núvols, on Sonic i companyia habiten, i "The Land of Darkness", la superfície del planeta, coberta de ciutats modernes en ruïnes. Aquí viu Eggman.
A "Sonic Riders" es mostra una societat futurista (principalment per la ciutat Metall City), amb taules voladores d'alta tecnologia, ja sigui amb propulsors a aire o gravitatoris.
A "Sonic Riders 2: Zero Gravity", l'última pista es diu Mobius Strip, per la qual cosa ha de tenir alguna cosa relacionada amb el planeta de Sonic.
La recentment acabada sèrie d'animi "Sonic X", proposa una continuïtat molt similar a l'oficial del Sonic Team, però explica els fets d'una manera diferent: en lloc de Sonic haver viscut sempre a la Terra, s'estableix que Sonic viu en un món paral·lel, i que a causa d'un Chaos Control, tant ell, com Eggman, com les Maragdes del Caos, Tails, Knuckles i els altres personatges, així com Angel Island (la residència i illa natal de Knuckles) i la Master Emerald, són teletransportados al món dels humans, la Terra. Així, Sonic i els altres coneixeran per primera vegada a humans a part de al Dr Eggman. Per tant, en aquesta versió s'estableix que la Terra no és el planeta de Sonic i companyia, sinó que ells són extraterrestres que van arribar d'un univers paral·lel per accident. Aquesta naturalesa alienígena és similar a la dels còmics i mànigues, llevat que en "Sonic X" no s'ha esmentat el nom del planeta natal de Sonic (pel que no l'hi consideraMobius, però tampoc se li descarta el nom), ja que la major part de la sèrie transcorre al seu planeta paral·lel: la Terra.
A "Sonic Chronicles: La Germandat Sinistra", un videojoc per a la consola portàtil Nintendo DS, en els apunts del diari quan entrem al menú, hi ha informació sobre tot el passat anterior al joc, com per exemple, l'incident de Chaos o la mort de Emerl. Es repeteix constantment "El món de Sonic" que fa pensar que Sonic pertany a Mobius, ja que no fa cap referència al fet que el món de Sonic sigui la terra. Això podria explicar entre altres coses els estranys éssers que es veuen al llarg del joc, com falcons gegants o dracs, que bé podrien ser els dracs de Komodo.
A "Sonic Unleashed", durant tot l'argument, tot i no nomenar-lo, es veu que el món de Sonic és molt similar a la Terra, però tota la massa terrestre està distribuïda de forma diferent. Les cultures del món d'aquest joc estan enormement basades en les de la terra.

### Habilitats
Sonic és considerat com "la cosa més ràpida del món" (aquesta expressió se sol utilitzar en els còmics i sèries de televisió americanes). Sonic pot superar les velocitats del Mach 1. Possiblement, els únics que poden igualar a Sonic en velocitat són el seu clon robòtic Metall Sonic i Shadow.
La seva primera habilitat va ser "Sonic Spin Attack", en la qual Sonic salta mentre s'enrotlla sobre si mateix com fan els eriçons. Gràcies als seus pinxos i al seu velocitat de gir, pot atacar d'aquesta forma als seus enemics. A partir de "Sonic the Hedgehog 2", Sonic pot realitzar el "Spin Dash", en el qual Sonic, abans de començar a rodar, agafa impuls donant voltes a si mateix en una posició estàtica.
Sonic, si va molt ràpid, pot córrer sobre l'aigua, encara que això només en els jocs de 2D, ja que des que Sonic va aconseguir la tercera dimensió, l'aigua profunda és sinònim de mort per a ell, a excepció de "Sonic Unleashed" i "Sonic Colors":
- En Sonic Unleashed pot córrer sobre l'aigua sempre que mantingui velocitats similars a la del seu Sonic Boost, tingui aquest últim activat o no.

- En Sonic Colors pot estar dins de l'aigua, però en dues dimensions.

A continuació, s'exposen les habilitats específiques que va tenir en cada videojoc:

### Habilitats de cada joc

#### Sonic The Hedgehog
- Jumpin Spin Attack: Quan baixaren, Sonic s'enrotlla en bola per acabar amb els robots enemics.
- Spin Attack:Mentre Sonic corre, el jugador ha de pressionar el botó de direcció cap avall. Això farà que Sonic s'enrotlli en bola, el que li permetrà acabar amb enemics i destruir alguns murs.

#### Sonic The Hedgehog 2
- Jumpin Spin Attack:Similar als jocs anteriors.
- Spin Attack:Similar als jocs anteriors.
- Spin Dash:Similar a "Sonic CD".

#### Sonic The Hedgehog CD
- Jump Spin Attack:Similar als jocs anteriors.
- Spin Attack:Similar als jocs anteriors.
- SpinDash:Quan Sonic s'ajup, el jugador ha de pressionar el botó A (també es pot usar B o C). Això farà que Sonic s'enrotlli, girant ràpidament sobre si mateix, el que li farà prendre impuls per sortir rodant a tota velocitat en forma de bola.

Nota: Tot i que "Sonic 2" va aparèixer abans que "Sonic CD", pel fet que la història d'aquest últim se situa abans, Sonic aprèn aquest moviment en aquest joc.
- Super Dash / Peel Out:Sonic ha de mirar cap amunt, i quan el jugador pressiona el botó A, Sonic comencés a prendre impuls i velocitat perquè, en deixar anar, Sonic surti disparat aconseguint la màxima velocitat al córrer, el qual li facilités viatjar en el temps, característica fonamental d'aquest joc.

Nota: Sonic no va tornar a usar aquest moviment en cap altre títol de 16 bits. Només ho va emprar en els jocs de 8 bits: "Sonic Chaos" i "Sonic Triple Trouble".

#### Sonic The Hedgehog 3
- Jump Spin Attack:Similar als jocs anteriors.
- Spin Attack:Similar als jocs anteriors.
- SpinDash:Similar als jocs anteriors.
- Standard Flash Attack:Mentre Sonic està en l'aire (quan salta), el jugador ha de pressionar qualsevol dels botons A, B, o C. En fer-ho, una espurna envoltarà a Sonic durant poc més d'un segon, durant el qual serà immune als atacs dels badniks (els quals es destruiran si estan prop de l'eriçó).

#### Sonic The Hedgehog Spinball
- Jumpin Spin Attack:Similar als jocs anteriors.
- Spin Attack:Similar als jocs anteriors.
- Spin Dash:Similar als jocs anteriors.

#### Sonic & Knuckles
- Jumpin Spin Attack:Similar als jocs anteriors.
- Spin Attack:Similar als jocs anteriors.
- Spin Dash:Similar als jocs anteriors.
- Standard Flash Attack:Similar als jocs anteriors.
- Hyper Flash Attack:Només disponible si ésHyper Sonic. Es realitza de la mateixa manera que el clàssicFlash Attack, només que, aquesta vegada, es pot utilitzar el botó direccional per dirigir a Sonic contra l'enemic. A més, ja no apareix un escut momentani al voltant de l'eriçó, sinó que tota la pantalla resplendeix durant un segon, fent que els badniks que es troben dins del camp visual siguin destruïts.

#### Sonic 3D Blast
- Jumpin Spin Attack:Similar als jocs anteriors.
- Spin Attack:Mentre Sonic corre, el jugador ha de pressionar el botó B (la configuració pot canviar-se). Això farà que Sonic s'enrotlli en bola, el que li permetrà acabar amb enemics i destruir alguns murs.
- Spin Dash:Mentre Sonic està quiet en un lloc, el jugador ha de pressionar el botó B (la configuració pot canviar-se). Això farà que Sonic s'enrotlli en bola, girant ràpidament sobre si mateix, el que li farà prendre impuls per sortir rodant a tota velocitat.
- Blast Attack:Mentre Sonic tingui l'Escut Blast, el jugador ha de pressionar el botó B mentre salta per llançar-se a tota velocitat sobre l'enemic més proper (com el Homing Attack que es veu més adelente des de "Sonic Adventure").

#### Sonic Adventure
- Jumpin Spin Attack:Similar als jocs anteriors.
- Spin Attack:Similar al del joc "Sonic 3D Blast".
- Spin Dash:Similar al del joc "Sonic 3D Blast".
- Homing Attack:Mentre Sonic salta, és capaç de rodar en l'aire, dirigint-se a l'enemic més proper.
- Light Speed Dash:Sonic pot córrer per una fila d'anells, fins i tot estant aquests en l'aire.
- Light Speed Attack:És el mateix moviment delLight Speed dash, però aplicat alsBadniks(robots enemics). Sonic s'enrotlla sobre si mateix i es dirigeix a través d'una fila de Badniks, acabant amb tots.

#### Sonic Adventure 2 (Sonic Adventure 2 Battle)
- Jumpin Spin Attack:Similar als jocs anteriors.
- Spin Dash:Similar al del joc "Sonic Adventure".
- Homing Attack:Similar al del joc "Sonic Adventure".
- Light Dash:Similar al del joc "Sonic Adventure" amb la diferència que no necessita recarregar.
- Light Attack:Similar al del joc "Sonic Adventure".
- Bounce Attack:Si es té el Bounce Bracelet, Sonic és capaç de saltar en l'aire, rodant, i caure ràpidament, per després poder saltar més alt del normal. Una cosa semblant es pot fer amb un escut d'aigua en " Sonic 3".
- Somersault:Permet a Sonic rodar per destruir caixes i enemics.
- Fire Somersault:Versió reforçada del Somersault. Si s'aconsegueix el Flame Ring, Sonic roda en una bola de foc, permetent trencar caixes metàl·liques.
- Magic Gloves:Agafa a un enemic proper, convertint-lo en una petita bola explosiva que es pot llançar com una magrana.
- Mystic Melody:Una vegada obtinguda aquesta habilitat, Sonic pot tocar una melodia en uns petits altars, obrint un camí que, generalment, porta al Chao perdut de cada missió 3 (no tots).
- Time Stop:Des del mode "Versus" (només després d'haver col·lectat 60 rings), Sonic és capaç de congelar el temps al seu voltant utilitzant una Maragda del Caos.
- Chaos Control:Des del mode "Història" (en la baralla contra l'antepenúltim boss, només el CPU el pot usar, per no caure a l'espai), Sonic utilitza una Maragda del Caos per manipular el temps i l'espai (genera un efecte similar al Light Attack). Shadow també és capaç de fer això.
- Sonic Wind:Des del mode "Versus" (només després d'haver col·lectat 40 rings), Sonic utilitza una Maragda del Caos per crear un remolí blau.

#### Sonic Heroes
(Tecles per a Xbox)
- Jumpin Spin Attack:Similar als jocs anteriors.
- Rocket Accel:El jugador ha de mantenir premut el botó X, i deixar-lo anar perquè els seus dos amics, Tails i Knuckles, li impulsin, podent atacar enemics propers, encara que l'objectiu de l'habilitat sol ser pujar costes molt escarpades.
- Homing Attack:El jugador ha de saltar, i abans de caure, tornar a prémer A. Sonic anirà rodant per l'aire cap a l'enemic més proper. Si a continuació hagués més enemics, aquest procés pot tornar a repetir prement A de nou.
- Tornado Jump:El jugador ha de saltar i a continuació prémer el botó X en l'aire. Sonic farà un tornado a l'aire. Aquesta habilitat permet treure escuts als enemics o agafar-se a barres verticals.
- Triangle Jump:En llocs prou estrets, Sonic pot realitzar un Homing Attack dirigit a un mur. Quan Sonic s'agafi al mur, el jugador ha de prémer ràpidament el botó A per canviar l'altre mur. Amb els botons de direcció o la palanca esquerra cap amunt o avall, Sonic avança cap endavant o enrere, respectivament.
- Light Dash:Quan Sonic s'acosti a una fila d'anells, si es prem el botó X, Sonic seguirà el camí que aquests formin, encara que per això hagi de surar en l'aire.
- Light Speed:Després executar un Team Blast, l'indicador del Team Blast anirà baixant. Si abans que s'esgoti, portant a Sonic de líder, el jugador prem A i a continuació X, Sonic atacarà a tots els enemics propers. Si en prémer A i X no s'està prou a prop dels seus enemics, simplement executarà unTornado Jump.

#### Sonic Advance 3
- Nou Dash AttackUna nova versió del Spin Dash, però aquesta només apareix en aquest joc

#### Sonic Rush
- Hot Jump TrickQuan està en l'aire, just en el zenit del seu salt, és capaç d'impulsar per anar més alt.
- Humming Top TrickIdèntic a Hot Jump, però amb l'excepció que Sonic s'impulsa més a la dreta, no va més alt.
- Super Boost / RushSonic és capaç d'accelerar instantàniament i crear-se un escut de força al seu voltant. L'usa per destruir enemics i obstacles.

#### Sonic Riders
Com personatge de tipus Speed (Velocitat) té l'habilitat d'usar rails per lliscar amb la seva taula voladora (Extreme Gear). Mentre es llisca, recarrega la major quantitat d'aire possible. Depenent del nivell en què estigui, Sonic pot atacar amb cop de puny o usar fins al Spin Dash per atordir als enemics, llevant-los els anells. Una altra habilitat de "Sonic Riders" és poder expulsar tornados de la part posterior del seu Extreme Gear, aconseguint atrapar als oponents que es trobin darrere.

#### Sonic the Hedgehog (2006)
Nota: Les tecles són de Xbox 360.
- Spin Dash: El clàssic moviment, es manté prement X i mantenint així fins que Sonic prengui impuls.
- Derrapatge: Si Sonic corre a velocitat màxima (Però moderada) i premeu X estarà avançant sobre el sòl, cosa que li permet enderrocar enemics i passar per àrees estretes o baixes.
- Impuls: Sonic salta i pressiona X, llavors farà un Spin Dash i baixarà saltant més alt.
- Salt: Semblant al light dash. Permet a Sonic seguir una filera d'anells si salta i, en fer contacte amb els primers de la fila, pressionar X.
- Atac teledirigit: Si Sonic, saltant, torna a pressionar A, atacarà a l'objectiu més proper. En cas contrari només avançarà i també obtindrà més velocitat que abans.
- Escut elèctric: S'obté en comprar la gemma groga, et proporciona un escut elèctric.

Darrerament si s'actualitza la consola, s'han ficat nous caràcters de personatges, que en actualitzar, els aconsegueixes, però perds el procés guardat, perquè no els desbloquejaria si el tens passat.

#### Sonic Unleashed
En aquest videojoc, Sonic posseeix una transformació que el converteix en un eriçó-llop, denominat Werehog, variant completament tant en l'aspecte com en les seves habilitats i velocitat.
Com Sonic The Hedgehog:
- Salt: En prémer el botó de salt, Sonic saltarà.
- Impuls: Descripció Xbox 360: Amb aquest moviment, Sonic pot aconseguir grans velocitats més enllà del so, arrasant tot el que trobi, des obstacles fins enemics, sempre que li quedi energia ring al marcador (es recarrega recollint anells). A la Wii, el marcador està dividit en 3-6 barres, i Sonic necessita almenys una barra plena per realitzar-lo. A més només dura 2 segons.
- Atac teledirigit: Descripció Xbox 360: En ple salt, si el jugador prem el botó de "Impuls" quan un cursor apareix sobre un enemic (Cal moure el Joystick Analògic per fer-ho aparèixer), Sonic atacarà l'enemic marcat d'un potent cop. Si no hi ha enemics, simplement efectuarà un Jump Dash en l'aire, i si es tenen les sabates d'Impuls Aeri, Sonic farà un. A la Wii, el cursor apareix automàticament i cal prémer el botó de Salt en l'aire per fer-ho. absent de la ps2

- Trepitjada: Sonic pot prémer interruptors o trencar sòls esquerdats per atraversar amb aquesta habilitat. S'efectua primers salts i després prement el botó corresponent.
- Derrapatge: Es realitza amb el mateix botó que en l'habilitat "trepitjada", però mentre s'està corrent. Permet a Sonic derrapar en corbes tancades si corre a gran velocitat.
- Puntada: Es realitza amb el mateix botó que en les habilitats "trepitjada" i "derrapatge", però mentre s'està quiet i prement el botó dues vegades ràpidament. Permet a Sonic fer una escombrada amb el peu a manera de puntada. Absent de la Wii.
- Gatejar: Es realitza amb el mateix botó que en les habilitats "trepitjada", "derrapant" i "Puntada", però mentre Sonic s'està quiet i prement el botó un cop i mantenint premut. Amb aquesta habilitat, Sonic pot colar-se per petits forats. Si ho fa mentre corre, es lliscarà de forma ràpida sense perdre velocitat.
- Salt entre parets: Permet a Sonic arribar a llocs elevats saltant i rebotant entre parets juntes i estretes.
- Impuls aeri: Similar a l'impuls estàndard, però amb la particularitat d'avançar per l'aire recollint esteles d'anells que, d'una altra manera, no es podrien recollir. A la Wii es pot realitzar, però no és una habilitat en si.

Com Sonic The Werehog:
- Doble salt: Sonic pot saltar una vegada i després una altra en l'aire.
- Lluita cos a cos: Sonic pot colpejar els seus enemics amb atacs en horitzontal i en línia recta gràcies a les seves fortes braços, arpes i puntades de peu. També pot realitzar claus.
- Unleashed: En derrotar enemics, Sonic acumula energia Gaia. A l'alliberar-la, Sonic entra en mode "Unleashed" i es torna momentàniament invencible. La seva força i velocitat augmenten dràsticament. A la Wii, Sonic només rep la meitat del dany i fa el doble de dany. A més, els combos canvien a la Wii (Exemple: El Earthshaker es converteix en Unleashed Tornado). Unleashed tornat aquesta habilitat es transforma quan sonic fa servir el earthshaker un tornado ràpid com una ràfega de 2500 kmh. absent de la Wii/PS2
- Esprintar: Sonic pot córrer d'una manera semblant a com ho faria un animal quadrúpede, com un llop.
- Agafeu: Sonic pot allargar els seus braços per agafar-se a pals, sortints o activar palanques o interruptors. També pot agafar enemics (Habilitat Default en la versió de Xbox 360, però es necessita obtenir a la Wii)

#### Sonic and the Secret Rings
- Speed Break: Sonic va a una velocitat en la qual gairebé ni es veu.

- Time Break: Tot (inclòs Sonic) va més lent, com un Chaos Control.

#### Sonic and The Black Knight
Sonic pot usar la seva espasa per tallar objectes i derrotar enemics. En utilitzar el "ànima salvatge", Sonic atacarà a enemics d'un en un amb un atac poderós. També té l'atac teledirigit, amb el qual saltarà sobre del seu enemic. En Excalibur Sonic, l'ànima salvatge s'usarà automàticament.

#### Sonic The Hedgehog 4
- Jumpin Spin Attack:Similar als jocs anteriors.
- Spin Attack:Similar als jocs anteriors.
- Spin Dash:Similar als jocs anteriors.
- Homing Attack:Similar als jocs anteriors.

#### Sonic Colors (Wii)
Els controls són semblants o iguals als de "Sonic Unleashed", però en aquest joc "Werehog" no existeix, i Sonic es transforma en diferents manifestacions depenent que Wisper fa servir. Els controls són:
- Salt: Similar a jocs anteriors.
- Atac teledirigit / Salt doble: Si aquestes prop d'un enemic i prems dues vegades el botó de saltar, Sonic s'anirà cap a l'enemic, però si no, farà un salt doble, un atac que et servirà per arribar a llocs alts.
- Trepitjada: Similar als jocs anteriors.
- Derrapatge: Similar als jocs anteriors.
- Gatejar: Similar als jocs anteriors.
- Salt entre parets: Similar als jocs anteriors.

##### Wisps
- White Boost: Similar als jocs anteriors, però en aquest joc l'impuls és causat pels Wisps blancs.
- Cyan Lazer: Sonic carrega un impuls i l'allibera per recórrer certa distància en línia recta mentre destrueix tot obstacle al seu pas. Mentre utilitza el lazer pot rebotar en els diamants i utilitzar punts de teletranporte.
- Yellow Drill: Sonic es converteix en un trepant que pot excava sota la terra, i pot també usar-se en sota l'aigua. Si s'acaba el poder del WISP mentre Sonic està sota terra, morirà.
- Orange Rocket: Sonic es converteix en un coet que s'eleva i explota a una gran alçada, permetent prendre files d'objectes que estan en l'aire.
- Pink Spikes: Sonic es torna una roda d'espines que s'enganxa a les superfícies i encara conserva les habilitats bàsiques de Sonic, incloent el clàssicSpin Dash.
- Green Hover: Sonic es torna una nau espacial que pot volar i seguir files d'anells automàticament.
- Blue Cube: Sonic es torna un cub blau que transforma unes peculiars monedes blaves en plataformes i viceversa, també destrueix cubs de Wisps i enemics amb les sacsejades.
- Purple Frenzy: Sonic es converteix en un monstre envoltat d'energia negativa que es menja tot al seu pas mentre va creixent.

#### Sonic Generations (PS3/XBOX 360/PC)

##### Sonic Clàssic
- Jumpin 'Spin Attack: Similar als jocs anteriors.
- Spin Attack: Similar als jocs anteriors.
- Spin Dash: S'afegeix nova una variant al clàssic atac de Sonic. La normal, similar als jocs clàssics anteriors. No obstant això, la variant permet realitzar l'atac de forma gairebé instantània, sense necessitat d'ajupir-se, amb prémer un sol botó del Pad de Control. A més, la velocitat que arriba Sonic executant aquest atac, en les seves dues variants, és molt superior que en anteriors Jocs.

##### Sonic Modern
- Salt: Similar a jocs anteriors.
- Impuls: Similar a jocs anteriors. Amb aquest moviment, Sonic pot aconseguir grans velocitats més enllà del so, arrasant tot el que trobi, des obstacles fins enemics, sempre que li quedi energia al marcador (es recarrega recollint anells, destruint enemics o fent combos).